# Ґогар (футбольний клуб)
Футбольний клуб «Ґол Ґогар Сирджан» або просто «Ґол Ґогар Сирджан» (перс. باشگاه فوتبال گل‌گهر سیرجان) — професіональний іранський футбольний клуб з міста Сирджан. Виступає в Про-лізі Перської затоки.
Футбольна команда входить до Культурно-спортивного клубу «Ґол Ґогар Сирджан», до якого також входить успішна баскетбольна команда, котра виступає в баскетбольній Суперлізі Ірану. «Ґол Ґогар» відомий тим, що готує велику кількість молодих футболістів, яких переводить у першу команду клубу.

## Історія
Футбольний клуб «Ґол Ґогар» заснований 1988 року компанією однойменною компанією в Сирджані, на початку власної історії вистуав у регіональних лігах. У 1997 році створено Культурно-спортивного клубу «Ґол Ґогар Сирджан» (з багатьма секціями), у тому числі й футбольною командою.
У 2006 році вперше зіграв у Лізі 3, в якому став чемпіоном. Наступний сезон розпочав у Лізі 2, де став срібним призером змагання. У 2007 році дебютував у Лізі Азадеган. У сезоні 2016/17 років став бронзовим призером Ліги Азадеган, а в сезоні 2018/19 років — чемпіоном, завдяки чому вперше у власній історії завоював путівку до Про-ліга Перської затоки.

## Статистика виступів (з 2005 року)
| Сезон   | Ліга                     | Місце | Кубок Ірану       | Примітки   |
| ------- | ------------------------ | ----- | ----------------- | ---------- |
| 2005–06 | 3-й дивізіон             | 1-е   | Не кваліфікувався | Підвищення |
| 2006–07 | 2-й дивізіон             | 2-е   | Перший раунд      | Підвищення |
| 2007–08 | Ліга Азадеган            | 5-е   | Перший раунд      |            |
| 2008–09 | Ліга Азадеган            | 5-е   | Перший раунд      |            |
| 2009–10 | Ліга Азадеган            | 10-е  | Третій раунд      |            |
| 2010–11 | Ліга Азадеган            | 7-е   | Другий раунд      |            |
| 2011–12 | Ліга Азадеган            | 9-е   | Третій раунд      |            |
| 2012–13 | Ліга Азадеган            | 5-е   | Знявся            |            |
| 2013–14 | Ліга Азадеган            | 7-е   | Четвертий раунд   |            |
| 2014–15 | Ліга Азадеган            | 7-е   | 1/4 фіналу        |            |
| 2015–16 | Ліга Азадеган            | 11-е  | Знявся            |            |
| 2016–17 | Ліга Азадеган            | 3-є   | Знявся            |            |
| 2017–18 | Ліга Азадеган            | 7-е   | Знявся            |            |
| 2018-19 | Ліга Азадеган            | 1-е   | Знявся            | Підвищення |
| 2019–20 | Про-ліга Перської затоки |       |                   |            |

## Відомі тренери
- Гасем Шахба (- 2010)
- Хамід Реза Кололіфард (2010)
- Фаршад Піус (2010 - 2012)
- Мехді Мохаммаді (2012)
- Гасем Шахба (червень 2012 - листопад 2015)
- Армен Гюльбудагянц (листопад 2015 - травень 2016)
- Вінко Бегович (липень 2016 - жовтень 2019)